# 西暦紀元

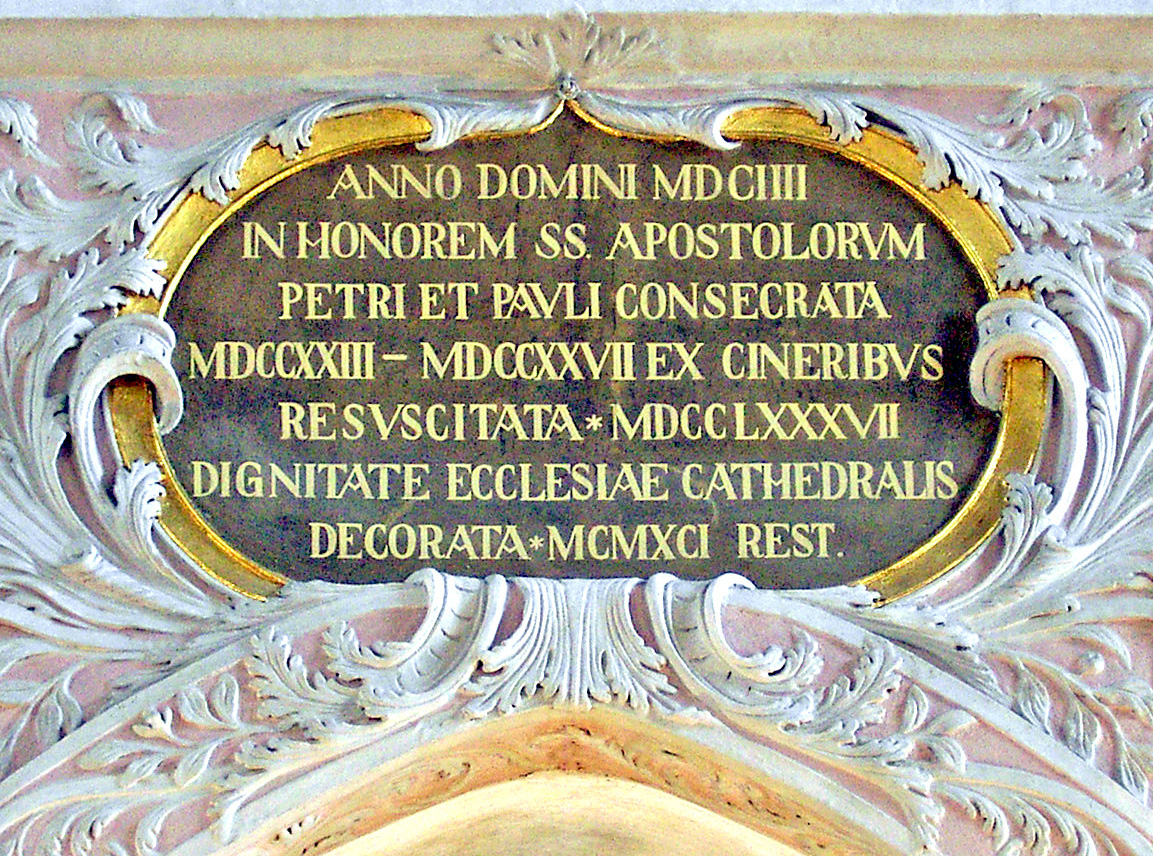
「Anno Domini」と書かれた大聖堂の碑文(オーストリア、ケルンテン州)

西暦紀元（せいれききげん、羅: 英: anno Domini、略号：AD）および西暦紀元前（英: before Christ、略号：BC）は、ユリウス暦やグレゴリオ暦の年を呼称するときに用いられる。通常、伝統的な西暦紀元には0年や負数の年は存在しないが、天文学では、0年や負数による西暦年を用いる。

## 概要
西暦紀元は、イエス・キリストの誕生年の翌年を紀元とする紀年法である（ただし現在では、イエスの誕生は紀元前4年頃と考えられている（西暦#西暦元年とイエス生年のずれ）。）。
紀元 (AD) は、西暦による新紀元から後の年数を表し、紀元前 (BC) は紀元よりも前の年数を表す。
西暦紀元 (AD) の呼び方は、525年にディオニュシウス・エクシグウスが考案したが、西暦800年になるまでは、あまねく採用されることはなかった。
一方、 紀元1年からさかのぼって紀元前1年、紀元前2年、紀元前3年…と年数を逆行させて呼称する、紀元前の呼び方（紀年法）は17世紀フランスのイエズス会の神学者ディオニシウス・ペタヴィウス（Dionysius Petavius, 1583年 - 1652年）、別名ドニ・プトの発案によるものであり、18世紀に一般に広まった。
西暦紀元には伝統的に0年や負数の年は存在しないため、紀元1年の前年は紀元前1年である。ただし天文学やISO 8601では、0年と負数の西暦年を設定している（西暦紀元#西暦0年と負数による西暦年、天文学的紀年法）。

## 略号

### ADの使用
ADは、「主の年に」を意味する中世ラテン語「anno Domini」に基づく。
英語ではラテン語の語法に従い、年数の前に「AD」という略語を置くのが伝統的である。「AD」という略語は「第4世紀AD」や「2千年紀AD」のように世紀 (millennium) といった言葉の後にもしばしば用いられる。

### BCの使用
一方、「BC」
は年数の後ろに置く(例えば、68 BC)。「BC」はbefore Christ（キリストの生れる前) の略語である。このために「AD」がAfter Death（キリストの死後）の略語であると誤解されることがあるが間違いである。もし「AD」が文字通りの「キリストの死後」を意味するのであれば、イエスの生涯の約33年間が紀元前にも紀元にも含まれないことになってしまう。

### 略号の変遷
時代の流れに沿って、西暦紀元 (Anno Domini) は、vulgaris aerae（ラテン語・1615年）、"Vulgar Era"（英語、早くも1635年頃）、"Christian Era"（英語、1652年）、"Common Era" （英語、1708年）、"Current Era"（英語）といった様々な別名が広まっていった。1856年になると、CEやBCEといった略称（C.E.やB.C.Eとも書かれる）が、AD・BCという言葉の代わりに使われるようになった。
"CE" ("Common/Current Era") の略語は、非宗教的なゆえに好まれる。それらの用語が発足した際、中華民国は民国紀元を採用したが、公式な目的では西洋の暦が使用された。当時、「西暦 ("Western Era")」が翻訳された言葉は「西元 ("xī yuán")」であった。その後、1949年に中華人民共和国は国内外ともに全ての目的において「公元」（共通紀元 ("Common Era") を意味する）を取り入れた。

## 西暦0年と負数による西暦年
通常の西暦紀元においては、ユリウス暦とグリゴレオ暦のどちらにおいても、紀元1年の1つ前の年は紀元前1年である。つまり「0年」というものは存在しない。
しかし、天文学やISO 8601では、算術計算上の理由から、紀元1年＝1年、紀元前1年＝0年、紀元前2年＝-1年（マイナス いち　年）、紀元前3年＝-2年・・・とする天文学的紀年法を採用している。この場合、誤解を招かないように、「紀元-1年」とは表記せず、「西暦-1年」又は単に「-1年」と表記する。例えば紀元前44年（カエサルが暗殺された年）は、西暦-43年である。

なお、1582年以前の日付は、一般的にはユリウス暦で表される。しかし、ISO 8601はグリゴレオ暦を使用すると規定し、0000年から1582年の範囲は事前に通信の送信側と受信側との間での合意がある場合にのみ使うことができるとも規定している。

### 西暦0年を設ける理由
西暦0年を設ける理由は、西暦前から西暦後にわたる期間計算を簡便・単純にするためである。

紀元1年（「1」）の前が紀元前1年（「-1」）となる紀元前年数をそのまま用いると整数の算法の規則に反することとなって、天文学的事象の期間計算に不具合が生じてしまう
- 通常の紀年法：　紀元前4年 →紀元前3年 →紀元前2年 →紀元前1年 →紀元1年 →紀元2年 →紀元3年
- 天文学的紀年法：西暦 -3年 →西暦 -2年 →西暦 -1年 →西暦 0年 →西暦 1年 →西暦 2年 →西暦 3年

通常の紀年法の二元的なイメージ：

天文学的紀年法が準拠する数直線：
例：紀元2年（ = 西暦 2年）から紀元前4年（ = 西暦 -3年）までの年数の算出法
- 通常の紀年法：2 - (-4) - 1 = 5年（紀元前1年を跨ぐ場合には、1年を減じなければならない）
- 天文学的紀年法：2 - (-3) = 5年（紀元前1年を跨がない場合の年数の算出方法と同じである）

## 歴史
西暦紀元は525年、ディオニュシウス・エクシグウスによって、復活祭の一覧表の中の年を数え上げるために考案された。彼の制度は、昔の復活祭の一覧表にて採用されていた、ディオクレティアヌス紀元の代わりに採用するために考案された。なぜなら、彼はクリスチャンを迫害した暴君としての記憶を続けさせたくないからなのであった。古い一覧表の内最後の年ーディオクレティアヌス紀元だと247年であったーの次の年は急遽、彼が考案したシステムにおける最初の年ーA.D.532年ーとなった。ディオニュシウス・エクシグウスが西暦紀元を発明したとき、その年に就任した執政官の名前をつけることによってユリウス暦は見分けられた。彼にとって西暦紀元を発明した際の「現在の年」は「イエス・キリストの托身」から525年後のことである、プロブスという統領が就任した年であった。かくしてディオニュシウスは、キリストの懐妊および誕生が起こった年を特定することなく、主の受肉は525年前に起こったことを暗示したのである。
音楽学者のボニー・J・ブラックバーンと博学者のレオフランク・ホルフォード・ストレヴンはディオニュシウスがキリストの降誕および受肉を意図した年として、紀元前1・2年または紀元1年の議論について述べている。こういった混乱の原因には、
- 現代において、「受肉」という言葉は「受胎」という言葉とほぼ同じ意味をなしているが、ベーダ・ヴェネラビリスをはじめとする古代の作家たちは、「受肉」と「（キリストの）生誕」は一緒であると述べている。
- 一般市民・執政官による年は、通常1月1日より始まるが、ディオクレティアヌス紀元では1月29日から（ユリウス暦でうるう年の場合は1月30日から）始まる。
- 領事をまとめたリストには多少誤りがあった。
- 皇帝たちの任期（年）の統計は常に混乱していた。

などが挙げられる。
ディオニュシウスがいかにしてキリストが生れた年を制定したのかは定かではない。二つの主要な理論は、ディオニュシウスが、イエスは「ティベリウスの支配から15年後を経過」した際、「約30歳」であったことをルカの福音書から判断した後、当時の年代から30年を引き算するもしくはキリスト紀元の最初の年から532年を数えたことを示唆している。
ブリュッセル自由大学の講師Georges Declercqは、ディオニュシウスがディオクレティアヌスが生み出した紀年法を、受胎告知に基づいた紀年法に差し替えようと意図したのは、人民が今にも起きそうな「終わりの時」の存在を信じることをやめさせようという理由からであったと推測している。その当時、終わりの時はキリストの生誕から500年を迎えた際に起こると信じられていた。旧式の世界紀元といった暦法は、理論的に、旧約聖書から判明する世界創造の時から始まっている。6000年を終わりの時とみなしていた世界紀元 (Anno Mundi) の暦に基づいて、イエス・キリストは5500年（つまり世界が創造されてから5500年後）に誕生したと信じられていた。世界紀元6000年（およそ紀元500年ごろ）はかくのごとく死者の復活および世界の終わりが起こった年と同様に考えられたわけだが、世界紀元はのちにディオクレティアヌスの時代区分に変更された。

### 大衆化

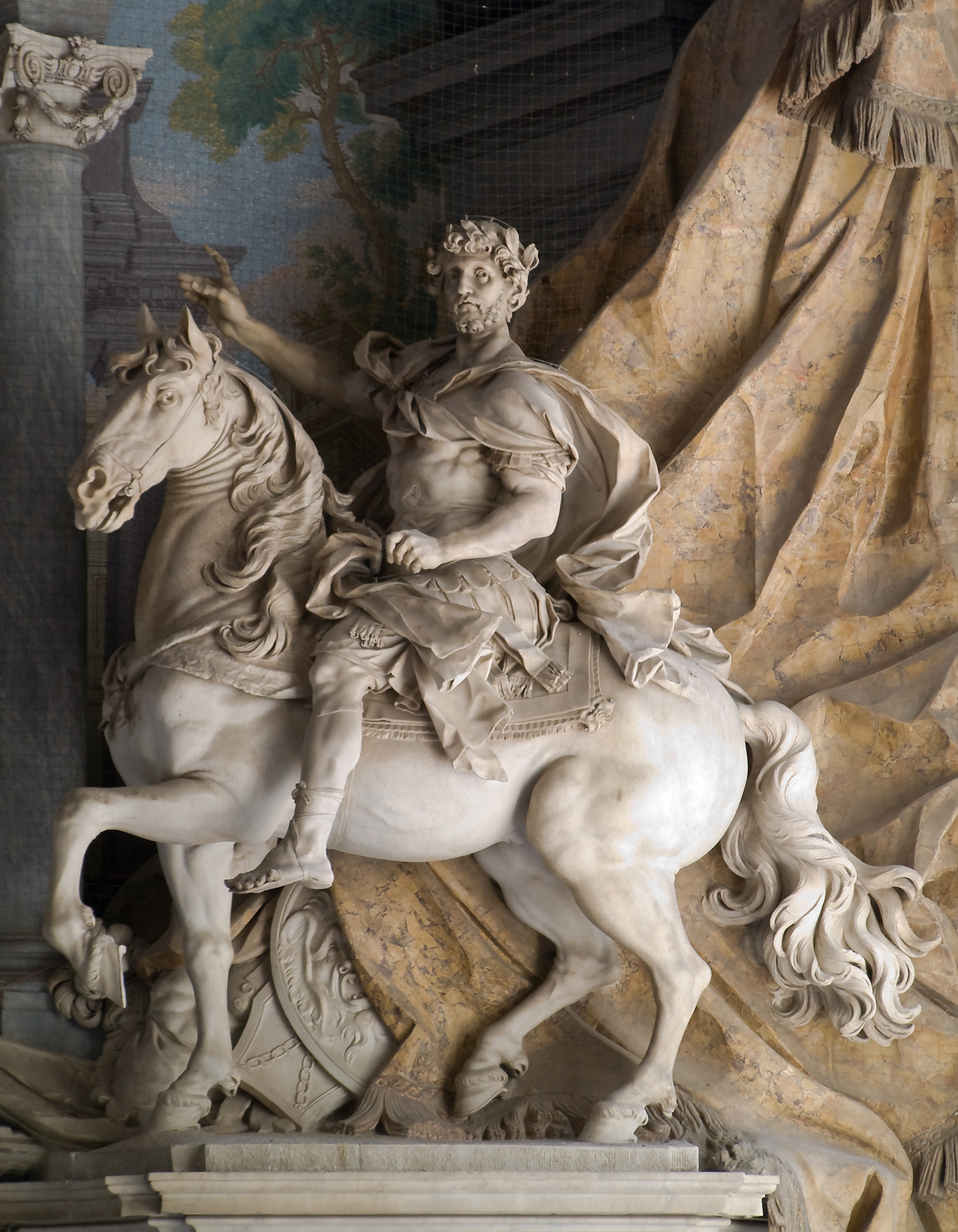
サンピエトロ大聖堂(バチカン)にあるカール大帝の像(アゴスティーノ・コルナッチーニ作)。カール大帝はカロリング帝国中に西暦紀元の慣習を奨励した。

アングロ・サクソン人の歴史家であるベーダ・ヴェネラビリスは、彼が731年に著した書籍「イングランド教会史」において、キリスト紀元の日付を採用した。またそのころ彼は、『「ante vero incarnationis dominicae tempus anno sexagesimo（主の化身の60年前）」という英語の「Before Christ」と同意義のラテン語を、キリスト紀元の最初の年を見分けるために使用した』。ディオニュシウスとベーダは、「Anno Domini」という言葉をイエスの化身の始まりとみなしたわけだが、「キリストの化身と降誕の区別は、いくつかの場所で、主の化身の暦が受胎告知の暦と見分けるために採用されていた時代である9世紀後半迄描かれていなかった」。
ヨーロッパの大陸では、8世紀後半に、英国の学者兼聖職者であるアルクィンによって、カロリング朝ルネサンスを選択するものとして、キリスト紀元は導入された。カール大帝とその後継ぎがカロリング帝国中にキリスト紀元の使用を大衆化し、またそれを広めようとすることによるその支持は、結局はシステムの普及の核心に位置している。カトリック百科事典によれば、教皇はしばらくの間、御代の年に沿って文書を更新し続けていたが、やがて11世紀から14世紀にわたってローマカトリック諸国では、西暦紀元は一般的に取り入れられるようになった。1422年、ポルトガルがついに最後の西ヨーロッパの国となり、ディオニュシウスがはじめた制度に切り替わった。東方正教会の国々は1700年になると、世界創造紀元を西暦紀元で代替し始め、やがて他の国々は19世紀から20世紀の間でそれを採用し始めた。
西暦紀元は9世紀までには広く利用されていたが、「紀元前」という言葉およびそれと同意義の言葉は18世紀になるまで一般的に使われることはなかった。ベーダ・ヴェネラビリスは、"anno igitur ante incarnationem Dominicam"（主の化身の前の年に）という言葉を2度使用した。"Anno an xpi nativitate"（主が生れる前の年に）という言葉が使われたのは、ドイツ人の修道士によって1474年に使われたのが最初であった。1627年には、フランスのイエズス会士の神学者によって、『「ante Christum（ラテン語で「西暦紀元前」の意）という西暦紀元 (AD) より後の時代を表す言葉が世間一般に広まった』。

### 年の変わり目
西ヨーロッパにて旧式の日付を記す制度が、イエスの受肉を基にしたシステムに打って変わった際、多くの人々が年の始まりをクリスマス、受胎告知および復活祭などといった、キリスト教の祝祭日以外の日付に選んだ。このように、時代や地域次第で、年代それぞれの日付はまた異なるのだが、それは年代学的にはやや違った方式である。
- AUC753年（現在の紀元1年）の3月25日は、すなわち、概念上にはイエスの受肉が起こった日付となる。史上初の「受胎告知方式」だったこの暦法は、アルルにて9世紀末にみられたものであり、それからやがてブルゴーニュ地方およびイタリア北部に広まっていった。一般的にはその制度は用いられなかったが、ピサでそれが採用されて以来1750年まで残存した当時は、『「calculus pisanus」という呼び名で知られていた』。
- AUC753年の12月25日は、すなわち、概念上ではキリストが生誕した日付となる。その暦法は、「キリストの降誕方式」と呼ばれたのだが、それは中世紀の前半に、ベーダ・ヴェネラビリスによって広められた。クリスマスから計算し始めるこの制度は、フランスやイングランドおよび多くの西側ヨーロッパの国々（スペインを除く）にて、12世紀まで（正確には、受胎告知方式に変更されるまで）採用され続けた。例外としてドイツの場合は、13世紀の四分の一程まで取り入れられた。
- AUC754年の3月25日ーそれは、二つ目の「受胎告知方式」であったーは、フルーリー修道院（英語版）にて11世紀前半に考案されたという説があるが、その暦法はシトー会の修道士によって広められた。フィレンツェはその暦法を、ピサで導入された暦に対抗するために『「calculus florentinus」という名前で採用した。それはやがてフランスやイングランドにおいてもーそこでは12世紀後半から1752年まで持続したのであるがー使われた』。
- AUC754年の復活祭ーそれは「mos gallicanus（フランス方式）」と言われ、移動祝日と結びついていた－は、フィリップ2世によってフランス中に広められた。しかしながら、それは優勢な選ばれた人々以外には広まらなかった。

こういった方式を採用すると、同じ日が1099年、もしくは1100年および1101年になることもありえる。

## 歴史的なキリストの誕生日
ナザレのイエスが誕生したとされる正確な日付は、福音書及び世俗の文献では言及されていないが、多くの学者は紀元前6年～4年ごろであると仮定している。歴史的な証拠は、非常に断片的であるため、年代を確定することができないが、日付は二つの方法によって推定される。一つは、ルカとマタイによる福音書の降誕物語に記されている既知の歴史的出来事の分析による。二つ目は、イエスの宣教（公生涯）の始まりを推定し、そこからさかのぼる方法である。

## 他の紀元
キリスト教の時代として知られるようになる6世紀の間、ヨーロッパの国々は様々な方法で年を数え上げた。その方法は、執政官の日付や帝国の御代の年を数えるやり方および世界紀元も含んでいた。しかしながら、史上最後の帝国のではない執政官であるバシリウスは、541年に皇帝のユスティニアヌス1世によって任命されたのだが、その後の皇帝たちはコンスタンス2世を通して、1月1日に執政官に任命された。それらすべての(ユスティニアヌス1世を除いた)皇帝たちは彼らの統治の年の間、帝国の執政官の後の年を、御代の年として利用していった。
400年になると、西暦でいう9年の3月25日を受胎告知が起こった日とする、別の計算方式がアレクサンドリアの修道士であるアナイアナスによって開発された。しかしながら、この制度ーそれは受胎告知暦と名づけられたーは東ローマ帝国の時代の初期には、世間一般のものとなり、エチオピアでも即座に用いられた。これは、グレゴリオ暦とエチオピア暦との間に7、8年程の不一致が生じることを説明している。聖マクシモスやジョージ・シンセルス、聖テオファネスなどといった東ローマ帝国の年代記編者は、アナイアナスの暦法を元に彼らの年を記録した。この暦は世界紀元といわれるが、現代の学者は、その最初の日付を紀元前5492年の3月25日としている。のちのビザンティン帝国の年代記編者は、世界紀元の最初の日付を紀元前5509年の9月1日とする、世界創造紀元という独自の制度を採用し始めた。世界紀元が採用されていた時代は、キリスト教国全体で優勢的であったわけではない。
一方で、スペインとポルトガルはスペイン暦を未だに使用し続けていた。だが1422年、ポルトガルは世界紀元を採用していた史上最後のカトリック国家となった。
ディオクレティアヌスが即位した年（すなわち284年）ーその年は、クリスチャンの最後ながらも最も過酷な迫害が起こった年だったーを基準に数え始めるディオクレティアヌス紀元は、公式にはコプト正教会及びコプトカトリック教会によって使用されている。それは、エチオピアの教会でも使用された。かつてヒッポリュトスとテルトゥリアヌスによって、紀元前29年に起こったと信じられていたキリストの磔刑を基準に日付を数える制度も、中世の写本にみられた。